# 一嗨租车

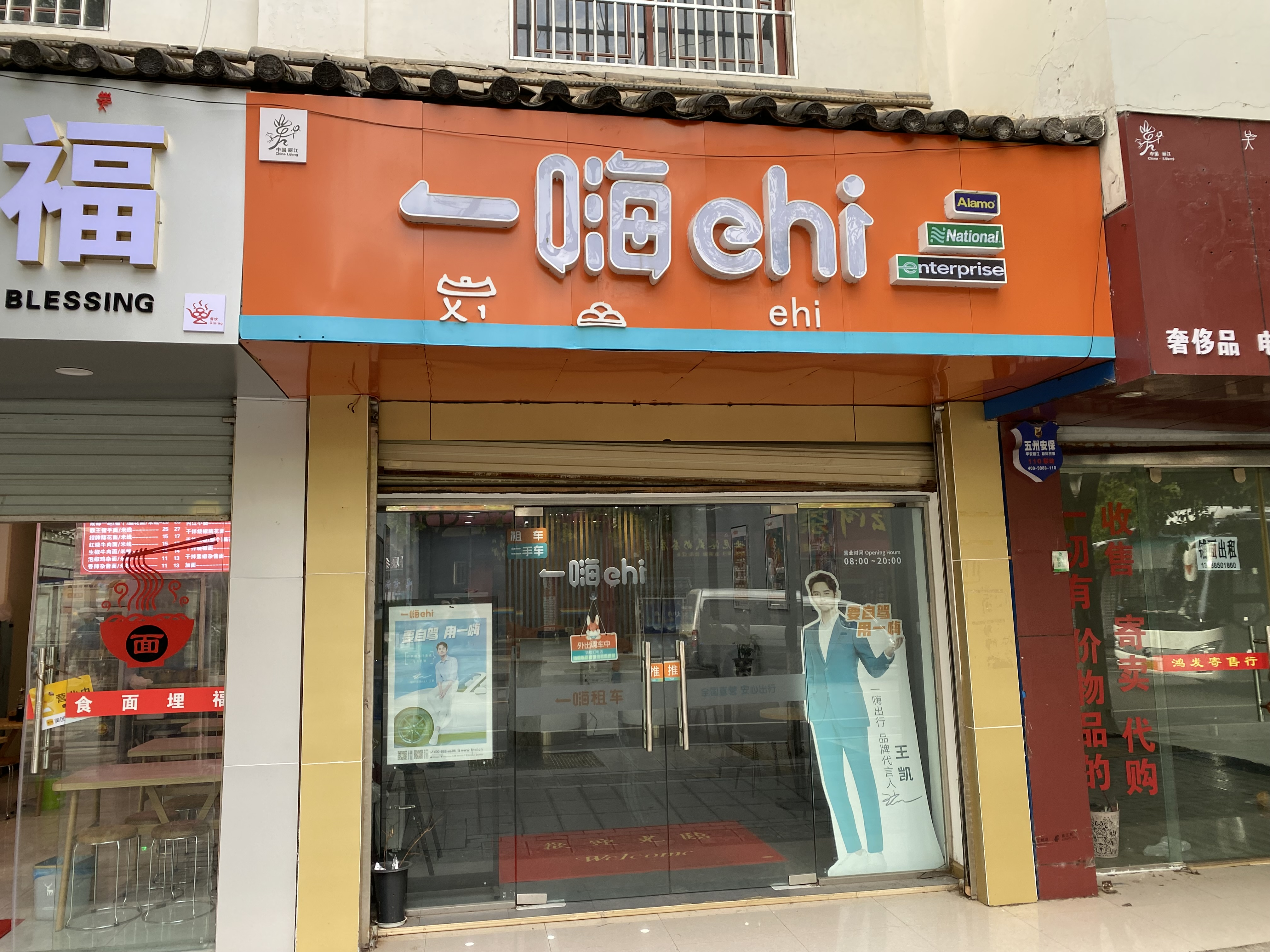
雲南省麗江市的一嗨租車門市

一嗨租车是一家總部位於中華人民共和國上海市普陀區大渡河路的租車公司，創始人為上海人章瑞平。公司於2006年在上海創辦。2014年11月18日在美國紐交所上市。2019年，一嗨租车私有化。截至2021年，該公司的竞争对手為神州租车，且营收和净利润也不如神州租车。一嗨租车是在华对外国人为数不多提供租赁服务的租车行。

## 外部連結
- 官方网站